# Idaea cletima
Idaea cletima är en fjärilsart som beskrevs av Turner 1908. Idaea cletima ingår i släktet Idaea och familjen mätare. Inga underarter finns listade i Catalogue of Life.